# باربورا ستريكوفا
باربورا زاهلوفافا ستريكوفا لاعبة تنس تشيكية من مواليد 28/3/1986.

## روابط خارجية
- باربورا ستريكوفا على موقع رابطة محترفات التنس (الإنجليزية)
- باربورا ستريكوفا على موقع الاتحاد الدولي لكرة المضرب (الإنجليزية)
- باربورا ستريكوفا على موقع كأس بيلي جين كينغ (الإنجليزية)
- باربورا ستريكوفا على موقع بطولة ويمبلدون (الإنجليزية)
- باربورا ستريكوفا على موقع خلاصة التنس.كوم (الإنجليزية)
- باربورا ستريكوفا على موقع إي إس بي إن.كوم (الإنجليزية)
- باربورا ستريكوفا على موقع اللجنة الأولمبية الدولية (الإنجليزية)
- باربورا ستريكوفا على موقع أوليمبيديا (الإنجليزية)
- باربورا ستريكوفا على موقع اللجنة الأولمبية التشيكية (التشيكية)